# Onthophagus frontalis
Onthophagus frontalis är en skalbaggsart som beskrevs av Achille Raffray 1877. Onthophagus frontalis ingår i släktet Onthophagus och familjen bladhorningar. Inga underarter finns listade i Catalogue of Life.